# KNetAttach
KNetAttach あるいはネットワーク フォルダ ウィザードとは KDE デスクトップへの多様なネットワークフォルダの追加や統合を行うためのアプリケーションである。WebDAV、FTP、Samba と SSH に対応している。
Konqueror ではネットワークフォルダは仮想フォルダ内に表示され、Konqueror のロケーションバーで remote:/ と入力することでアクセスできる。仮想フォルダではウィザードで追加したフォルダを見ることができる。またウィザードを使って仮想フォルダに新しいネットワークフォルダを追加できる。